# آلبرت استنلی
آلبرت استنلی (انگلیسی: Albert Stanley, 1st Baron Ashfield؛ ۸ august ۱۸۷۴ – ۴ نوامبر ۱۹۴۸) یک سیاستمدار اهل بریتانیا بود.